# Heinrich Gelzer
Heinrich Gelzer (né le 1er juillet 1847 à Berlin et mort le 11 juillet 1906 à Iéna) est philologue, historien et byzantiniste allemand. Il est notamment spécialiste en mythologie arménienne.

## Biographie
Heinrich Gelzer est le fils de l'historien suisse Johann Heinrich Gelzer (de) (1813-1889). Il devient professeur de philologie classique et d'histoire ancienne à l'université d'Iéna, en 1878.
Il écrit un ouvrage de référence sur Sextus Julius Africanus. Il travaille aussi sur la vie de Gygès de Lydie, depuis les preuves cunéiformes retrouvées à son sujet, et publie ses conclusions dans un article de 1875.

## Publications
- Sextus Julius Africanus und die byzantinische Chronographie (trois volumes)
- Georgii Cyprii Descriptio orbis romani (1890)
- Index lectionum Ienae (1892)
- Leontios' von Neapolis Leben des heiligen Johannes des Barmherzigen, Erzbischofs von Alexandrien (1893)
- Geistliches und Weltliches aus dem türkisch-griechischen Orient (1900)
- Ungedruckte und ungenügend veröffentlichte Texte der Nottiae episcopatuum. Ein Beitrag zur byzantinischen Kirchen- und Verwaltungsgeschichte (1901)
- Vom heiligen Berge und aus Makedonien. Reisebilder aus den Athosklöstern und dem Insurrektionsgebiet (1904)
- Scriptores sacri et profani... volume 4. Des Stephanos von Taron armenische Geschichte (1907) avec A. Burckhardt
- Byzantinische Kulturgeschichte (1909)
- Patrum nicaenorum nomina, avec Heinrich Hilgenfeld et Otto Cuntz (de)
- Ausgewählte kleine Schriften
- Der altfranzösische Yderroman (1913)